# Porto de Mós (freguesia)
A Freguesia de Porto de Mós (oficialmente: Freguesia de Porto de Mós — São João Batista e São Pedro) é uma freguesia portuguesa do município de Porto de Mós, com 28,19 km² de área e 6001 habitantes (censo de 2021), tendo, por isso, uma densidade populacional de 212,9 hab./km².

## História
Foi constituída em 2013, no âmbito de uma reforma administrativa nacional, pela agregação das antigas freguesias de São João Batista e São Pedro e tem a sede em Porto de Mós.

## Demografia
A população registada nos censos foi:
| Distribuição da População por Grupos Etários | Distribuição da População por Grupos Etários | Distribuição da População por Grupos Etários | Distribuição da População por Grupos Etários | Distribuição da População por Grupos Etários | Distribuição da População por Grupos Etários |
| -------------------------------------------- | -------------------------------------------- | -------------------------------------------- | -------------------------------------------- | -------------------------------------------- | -------------------------------------------- |
| Antes da agregação                           |                                              |                                              |                                              |                                              |                                              |
| Ano                                          | 0-14 anos                                    | 15-24 anos                                   | 25-64 anos                                   | >= 65 anos                                   | Total                                        |
| 2001                                         | 994                                          | 856                                          | 3052                                         | 886                                          | 5788                                         |
| 2011                                         | 945                                          | 679                                          | 3290                                         | 1109                                         | 6023                                         |
| Após a agregação                             |                                              |                                              |                                              |                                              |                                              |
| Ano                                          | 0-14 anos                                    | 15-24 anos                                   | 25-64 anos                                   | >= 65 anos                                   | Total                                        |
| 2021                                         | 778                                          | 646                                          | 3217                                         | 1360                                         | 6001                                         |

## Património
- Castelo de Porto de Mós (Porto de Mós)
- Igreja Matriz de S. Pedro (Porto de Mós)
- Igreja de S. João (Porto de Mós)
- Ermida de Sto. António (Porto de Mós)
- Ermida de Sto. Estevão (Fonte de Oleiro)
- Capela de S. Miguel (Bairro de S. Miguel)
- Capela de N. Sra. da Luz e de Sto. Amaro (Fonte de Oleiro)
- Capela do Livramento (Livramento)
- Capela de N. Sra. do Desterro (Ribeira de Cima)
- Capela de N. Sra. do Amparo (Corredoura)
- Capela de N. Sra. do Bom Sucesso (Bom Sucesso)
- Capela de Sto. António (Porto de Mós)
- Antiga Central Termo-elétrica (Porto de Mós)
- Casa dos Gorjões (Porto de Mós)
- Casa de D. Fuas Roupinho (Porto de Mós)
- Paços do Concelho (Porto de Mós)
- Paços da República (Porto de Mós)
- Moinhos de S. Miguel (Bairro de S. Miguel)

## Alojamentos
- Quinta do Rio Alcaide (Rio Alcaide)
- Hospedaria Céu Azul (Porto de Mós)
- Hospedaria Porto Légua (Porto de Mós)